# Joseph James Cheeseman
Joseph James Cheeseman, né en 1843 à Edina et mort le 12 novembre 1896, est le douzième président du Liberia entre 1892 et sa mort.